# Ołeksandriwka (hromada Mała Wyska)
Ołeksandriwka (ukr. Олександрівка) – wieś na Ukrainie, w obwodzie kirowohradzkim, w rejonie nowoukraińskim, w hromadzie Mała Wyska. W 2021 liczyła 569 mieszkańców.